# Poul Christensen
 Der er flere personer med dette navn, se Poul Christensen (flertydig).
Poul Christensen (8. juli 1854 i Assenløse – 5. april 1935 i København) var en dansk politiker (Radikale Venstre) og minister.
Poul Christensen var søn af husmand Christen Hansen (død 1860) og hustru (død 1900). Han overtog 1878 et sted i Ødemark ved Sorø, var sognerådsmedlem 1882-88 og 1900-08, Folketingsmand (Venstre) for Sorøkredsen fra 1890 til 1918 og tilhørte fra 1905 Det radikale Venstre. Han var dettes ordfører for Loven om kommunal Valgret 1907-08 og Han var landbrugsminister i Ministeriet Zahle I fra 28. oktober 1909 til 5. juli 1910. Han var medlem af Rigsretten 1918-20.
Han var revisor i Den sjællandske Bondestands Sparekasse 1896-1905; indtil 1909 formand for Forsikringsforeningen for Stormskade i Sjællands Stift og for Forsikringsforeningen for Hagelskade for mindre Jordbrugere i Sjællands Stift og medlem af Arbejdsrådet 1901-09 og fra 1913. Medlem af Arbejderforsikringsrådet fra 1916 og brandirektør i Østifternes Brandforsikring, næstformand i samme fra 1901 og formand og direktør fra 1918.
Han var gift med Marie C, f. 16. januar 1854 i Næsby ved Næsbyholm, datter af husmand Morten Pedersen (død 1901) og hustru (død 1898).